# Lake Albert (sjö i Australien, New South Wales, lat -35,17, long 147,37)
Lake Albert är en sjö i Australien. Den ligger i delstaten New South Wales, i den sydöstra delen av landet, omkring 380 kilometer väster om delstatshuvudstaden Sydney. 
Trakten runt Lake Albert består till största delen av jordbruksmark. Runt Lake Albert är det glesbefolkat, med 12 invånare per kvadratkilometer. Genomsnittlig årsnederbörd är 716 millimeter. Den regnigaste månaden är mars, med i genomsnitt 99 mm nederbörd, och den torraste är oktober, med 32 mm nederbörd.